# The Lamplighters League
The Lamplighters League est un jeu vidéo de stratégie au tour par tour développé par Harebrained Schemes et publié par Paradox Interactive. Le jeu sort sur Windows PC, Xbox One et Xbox Series X et Series S en octobre 2023, ainsi que dans le Xbox Game Pass.

## Histoire
Situé dans une version alternative des années 1930, le joueur doit rassembler une équipe de marginaux et crapules pour arrêter le cercle des proscrits, qui vise à dominer le monde. L'objectif étant de les empêcher d'atteindre la tour de la fin du monde.

## Mécaniques de jeu
Alors que les joueurs n'ont accès qu'à trois agents au début du jeu découvert lors du tutoriel, le jeu proposera 10 personnages au lancement déblocable au fur et à mesure du jeu. Différents personnages ont des armes et des capacités différentes. Par exemple, Ana Sofia peut soigner ses alliés, tandis que Célestine peut hypnotiser ses ennemis. D'autres compétences et avantages peuvent également être débloqués a la planque du joueur sous la forme de cartes blanches. Bien que ces cartes puissent améliorer l'efficacité du combat du joueur, elles peuvent également le gêner en introduisant des traits négatifs. Les personnages peuvent être stressés lorsqu'ils effectuent plusieurs missions consécutives ce qui va réduire leur aptitude au combat. Il est conseillé aux joueurs de faire régulièrement changer leurs agents, permettant à certains de se reposer et de se ressourcer au siège de la ligue.
Dans chaque mission, les joueurs peuvent d'abord explorer librement le niveau en temps réel. Dans cette phase d'infiltration, les joueurs peuvent collecter des objets et éliminer les ennemis sans être détectés notamment avec les compétences spéciales de chaque lampiste. Il existe une caméra pour survoler le niveau afin de pouvoir l'anticiper. Cela permet également aux joueurs de placer des pièges et de placer leurs agents dans la position parfaite avant d'engager les ennemis au combat. Le combat dans le jeu est au tour par tour, similaire à des jeux tels que X-COM et Gears Tactics. Une fois que le joueur a éliminé tous les ennemis dans une zone, il reviendra en mode infiltration et continuera à progresser. Alors que la carte de chaque mission est créée à la main par les développeurs, les ennemis et les objets interactifs sont générés de manière procédurale.  
Le jeu propose également une carte du monde qui sert de cartes de sélection de mission. Les membres de la ligue des lampistes doivent tenter de perturber la progression des trois factions hostiles du jeu alors qu'elles font des ravages dans le monde entier. Les agents en repos dans la planque peuvent également être envoyés en expéditions parallèles. Il existe également un vendeur de fournitures à la planque.

## Développement
Le jeu est développé par Harebrained Schemes, le développeur derrière la trilogie Shadowrun et les jeux vidéo BattleTech . Le jeu s'inspire fortement des magazines pulp publiés dans les années 1930. Annoncé en mars 2023, le jeu sort sur Windows PC, Xbox One et Xbox Series X et Series S le 3 octobre 2023.

## Accueil
La sortie du jeu est troublée, en suivant de quelques mois le licenciement de près de 80% des effectifs du studio Harebrained Schemes. En parallèle de la mise à disposition du jeu sur le service à abonnement Xbox Game Pass, les ventes sont très décevantes ; une semaine après sa sortie, le nombre maximal de joueurs en simultané est de seulement 690. Du fait d'un résultat commercial inférieur à ses attentes, le groupe propriétaire du studio développeur, Paradox Interactive, annonce accuser une perte de 29,4 millions de dollars.